# Svode, Sofia
Svode (în bulgară Своде) este un sat în comuna Praveț, regiunea Sofia,  Bulgaria. 

## Demografie
Componența etnică a satului Svode
     Bulgari (99,16%)
     Nicio identificare (0,83%)
     Altele (0%)
La recensământul din 2011, populația satului Svode era de 120 locuitori. Din punct de vedere etnic, majoritatea locuitorilor (99,16%) erau bulgari. Pentru 0,83% din locuitori nu este cunoscută apartenența etnică.